# Джейсън Грей-Станфорд
Джейсън Грей-Станфорд (на английски: Jason Gray-Stanford) (роден на 19 май 1970 г.) е канадски актьор. Най-известен е с ролята си на лейтенант Ранди Дишър в сериала „Монк“.

## Частична филмография
- „Досиетата Х“ (1993 – 2018, 1 епизод) – Полицай от 1947 г.
- „Шотландски боец“ (1994, 1 епизод) – Джона
- „Слайдърс“ (1995, 1 епизод) – Портиер
- „Dragon Ball Z“ (1996 – 1998, 8 епизода, дублаж на Оушън Груп) – Радиц
- „Монк“ (2002 – 2009) – Ранди Дишър
- „Анатомията на Грей“ (2011) – Джош Ингландър
- „Военни престъпления“ (2012) – Д-р Джей Бърман
- „Праведен“ (2014) – Дилън Кроу
- „Любовни авантюри“ (2014) – Агент Адам Томас
- „Законът на Дойл“ (2014) – Блейк Броган
- „Кости“ (2015) – Роджър Флендър
- „Военни престъпления: Ню Орлиънс“ (2015) – Мики
- „Супергърл“ (2016) – Ранд О'Райли
- „Досиетата Х“ (2018, 1 епизод) – Рик Егърс
- „Момчетата“ (2020, 1 епизод) – Денис